# 同白秋鼠麴草
同白秋鼠麴草（学名：Gnaphalium hypoleucum var. amoyense）为菊科鼠麴草属下的一个变种。

## 扩展阅读
- 維基物種上的相關：同白秋鼠麴草